# 雷索希爾卡 (扎波羅熱州)
47°39′25″N 35°5′51″E / 47.65694°N 35.09750°E
雷索希爾卡（烏克蘭語：Лисогірка）是位於烏克蘭東南部的村莊，由扎波羅熱州扎波羅熱区的比萊尼凱市鎮負責管轄。該村始建於1930年，面積21.9平方公里，海拔高度38米，2001年人口1,019，人口密度每平方公里46.6人。